# Incola
Incola es un género de foraminífero bentónico de la familia Allogromiidae, del suborden Allogromiina y del orden Allogromiida. Su especie tipo es Incola incolta. Su rango cronoestratigráfico abarca desde el Holoceno.

## Clasificación
Incola incluye a las siguientes especies:
- Incola incolta